# Эльфледа (королева Нортумбрии)
Эльфледа (др.-англ. Ælfflæd) — дочь короля Мерсии Оффы и Кинетриты, жена короля Нортумбрии Этельреда I.
Она могла засвидетельствовать хартии вместе с отцом, матерью и братом Экгфритом в 770-х годах. Она, несомненно, засвидетельствовала хартию в 787 году с матерью, отцом, братом и двумя сёстрами: здесь она упомянута как девица.
Возможно, она была той дочерью Оффы, чей готовившийся брак с Карлом Юным вызвал разногласия между Карлом Великим и королём Мерсии примерно в 789—790 годах.
В 792 году она вышла замуж за Этельреда I из Нортумбрии в Каттерике. Здесь её называют «королевой», что даёт основание некоторым историкам делать предположения, что она была ранее замужем за королём, возможно, за одним из предшественников Этельреда.